# Distretto di Ehrenfeld
Il distretto di Ehrenfeld è il quarto distretto urbano (Stadtbezirk) di Colonia.

## Suddivisione amministrativa
Il distretto urbano di Ehrenfeld è diviso in 6 quartieri (Stadtteil):
| #                                                 | Quartiere            | Popolazione (2009) | Superficie (km²) | Densità | mappa                  |
| ------------------------------------------------- | -------------------- | ------------------ | ---------------- | ------- | ---------------------- |
| 401                                               | Ehrenfeld            | 35488              | 3.72             | 9536    | Quartieri di Ehrenfeld |
| 402                                               | Neuehrenfeld         | 23387              | 2.55             | 9170    | Quartieri di Ehrenfeld |
| 403                                               | Bickendorf           | 16276              | 2.31             | 7046    | Quartieri di Ehrenfeld |
| 404                                               | Vogelsang            | 8028               | 3.66             | 2192    | Quartieri di Ehrenfeld |
| 405                                               | Bocklemünd/Mengenich | 10563              | 4.93             | 2141    | Quartieri di Ehrenfeld |
| 406                                               | Ossendorf            | 9966               | 6.81             | 1463    | Quartieri di Ehrenfeld |
| source: Die Kölner Stadtteile in Zahlen 2010 (DE) |                      |                    |                  |         |                        |